# Arvikafestival

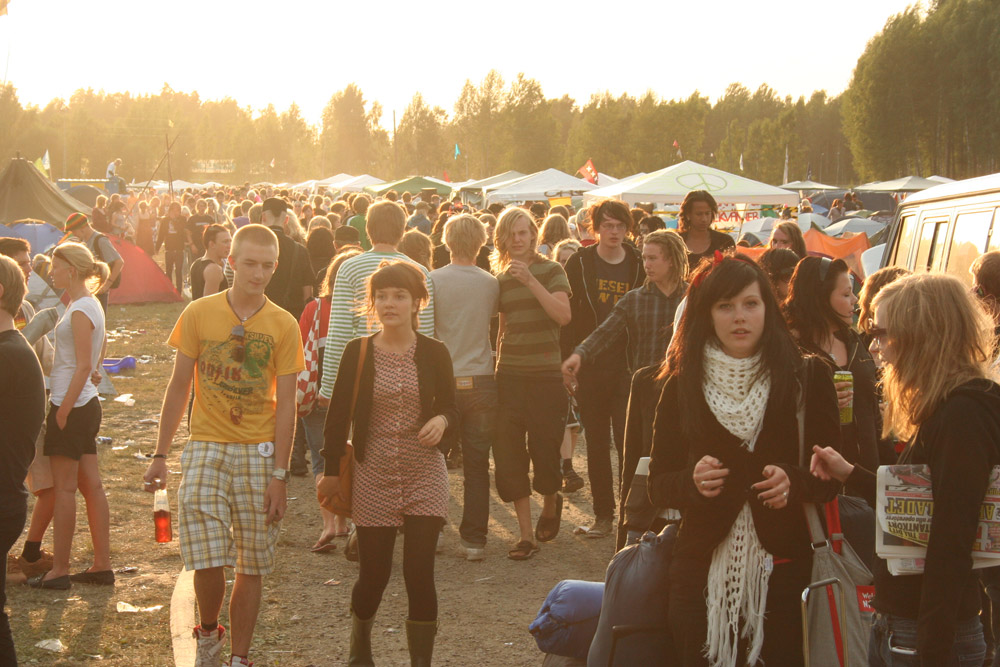
Campingplatz während des Arvikafestivals

Das Arvikafestival (schwedisch Arvikafestivalen) war ein internationales Musikfestival, das in der schwedischen Stadt Arvika seit 1992 einmal jährlich Mitte Juli stattfand. Mit seiner 19-jährigen Geschichte und bis zu 22.000 Besuchern zählte es zu den bedeutendsten und ältesten Musikfestivals Schwedens. Veranstalter des Festivals war die ideelle Vereinigung AF Galaxen.

## Geschichte
Das Arvikafestival wurde erstmals im Jahr 1992 vom Musikverein Blå Huset und dem Theaterverein Verktygslådan veranstaltet. Zu den Bands, die im ersten Jahr auftraten, zählten unter anderem Sator, Stonecake, Stonefunkers, Psychotic Youth und S.P.O.C.K. Um das Festival auch zukünftig organisieren zu können, gründeten beide Vereine den Veranstaltungsverein AF Galaxen. 1993 gelang es den Organisatoren, Einstürzende Neubauten zu buchen. Das daraus resultierende Medienecho trug dazu bei, ein größeres Publikum zu gewinnen. In den darauf folgenden Jahren machte sich das Festival vor allem durch seine Synthie-Pop- und Elektro-Rock-Bands einen Namen. Gleichzeitig gelang es den Veranstaltern, auch namhafte Bands anderer Musikstile zu gewinnen, was zu einer steigenden Beliebtheit des Festivals führte.
Zum zehnten Jubiläum im Jahre 2001 erweiterte man das Festival auf drei Tage. Zum Line-up dieses Festivals gehörten u. a. The Sisters of Mercy, The Hellacopters und Sista mannen på jorden. Auch in den Folgejahren gelang es dem Veranstalter, namhafte Bands für das Festival zu gewinnen. Dennoch geriet AF Galaxen im Jahr 2004 an den Rand des Konkurses, obwohl er mit Bands wie Kraftwerk, Faithless, Skinny Puppy, Echo & The Bunnymen und Broder Daniel für Publikumsmagnete gesorgt hatte. Mit Hilfe zahlreicher privater und öffentlicher Spenden konnte dieser Konkurs jedoch abgewendet und somit das Festival weiterhin veranstaltet werden.
Das Festivaljahr 2005 war geprägt von dem wirtschaftlich erforderlichen Sparzwang. Zu den teilnehmenden Bands zählten daher hauptsächlich schwedische Bands wie Moneybrother, Lars Winnerbäck und Håkan Hellström. Damit versuchte der Veranstalter, das Festival wieder auf eine gesunde Basis zu stellen. Dennoch überraschte es das Publikum mit einigen Musikgrößen wie z. B. New Order, Bright Eyes, VNV Nation und Infected Mushroom. Das Arvikafestival 2006 wurde das bis dahin erfolgreichste seiner Geschichte. Es war vollständig ausverkauft und auf Grund des großen Besucherandranges wurden weitere Campingplätze eingerichtet. Zu den größten Attraktionen dieses Jahres zählten Franz Ferdinand und The Knife. Im Jahr 2007 konnte dieser Erfolg nochmals gesteigert werden. Ebenso gab es seit diesem Jahr dauerhaft zwei Campingplätze für die Besucher. Bereits vor Beginn des Festivals waren alle Tickets verkauft.

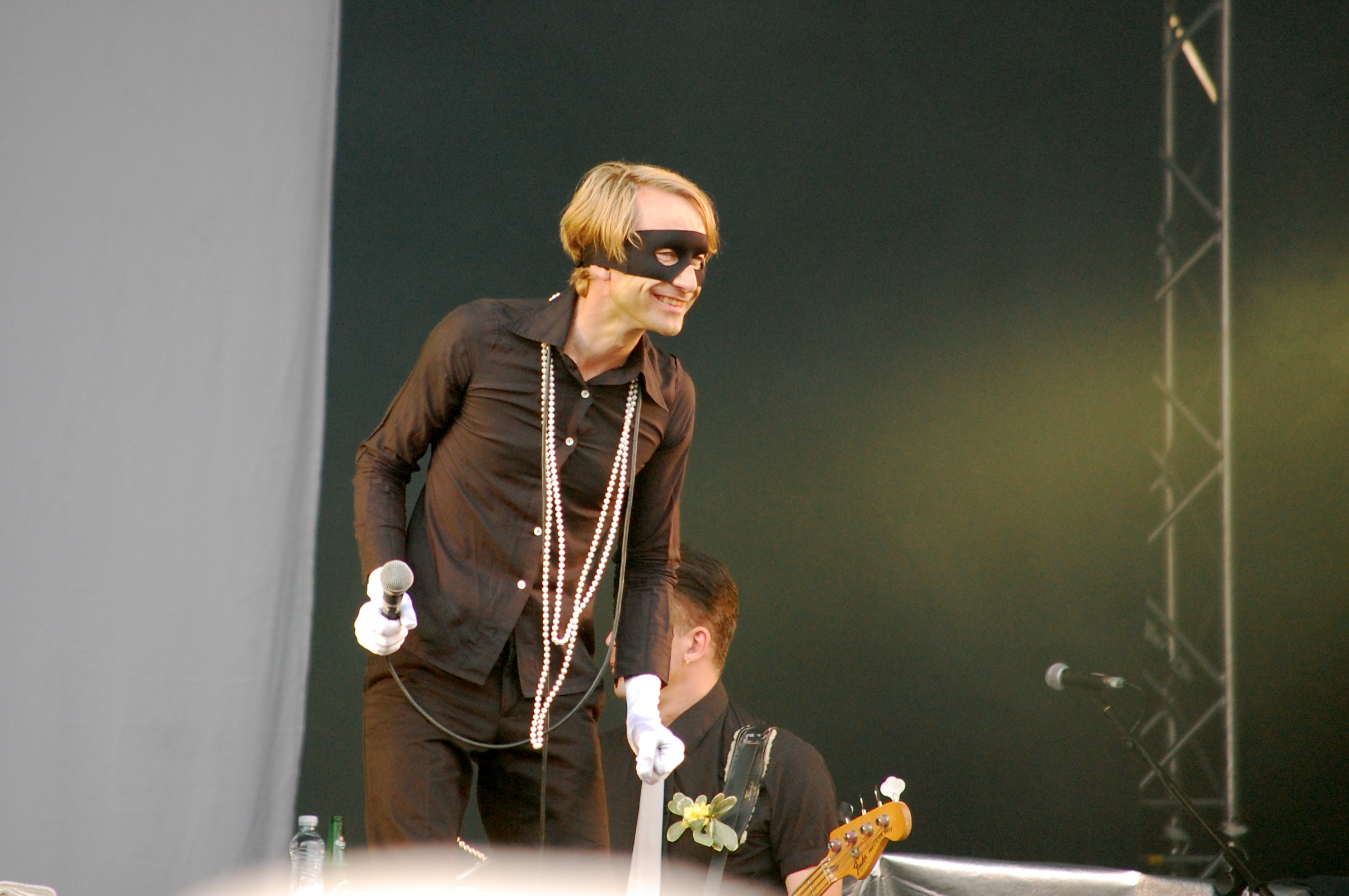
bob hund live auf dem Arvikafestival 2009

Dieser Besucherrekord wurde mit dem Festival 2008 um weitere 1000 übertroffen, insgesamt kamen 18.000 Besucher. AF Galaxen baute beide Campingplätze weiter aus und schuf auch auf dem kleineren der beiden eine eigene Bühne. Mit Depeche Mode, die im Jahr 2009 ihr einziges Konzert in Schweden auf dem Arvikafestival gaben, wurde dieses mit 22.500 Besuchern zum bisher größten Erfolg. Mit der Verpflichtung von Babyshambles, Kent und In Flames versuchte der Veranstalter 2010, an diesen Erfolg anzuknüpfen. Dennoch kam es zu einem drastischen Rückgang der Besucherzahlen auf insgesamt 15.000. Dadurch erlitt AF Galaxen einen Verlust von 2 Millionen Kronen.
Bis Dezember 2010 gelang es dem Veranstalter durch Spenden von Banken und der Kommune sowie durch private Unterstützung, seine Schulden abzubauen. Für das 20. Festivaljubiläum 2011 waren unter anderem Aphex Twin und Front 242 gebucht. Dennoch gelang es AF Galaxen nicht, ausreichend Tickets zu verkaufen. Ende Juni 2011, zwei Wochen vor Beginn des Festivals, teilte der Organisator mit, dass er deshalb gezwungen sei, Konkurs anzumelden. Die Veranstalter des Roskilde-Festivals boten allen Besitzern eines 3-Tage-Tickets die Möglichkeit, dieses kostenlos gegen ein Ticket für das dänische Musikfestival einzutauschen.AF Galaxen zog sich nach seinem Konkurs von der Veranstaltung des Festivals zurück; ein neuer Organisator konnte nicht gefunden werden. Seither findet das Festival nicht mehr statt.

## Festivalgelände
Das Festivalgelände befand sich zum größten Teil im Folkets park im östlichen Teil der Stadt Arvika. Die größte Bühne „Vintergatan“ befand sich jedoch außerhalb davon. Auf den zuletzt drei Campingplätzen gab es eigene Bühnen und DJ-Zelte. Hier traten vor allem Bands ohne Plattenvertrag auf, deren Konzerte von außenstehenden Organisatoren veranstaltet wurden. „Apollo“ war eine Bühne in einem großen Zirkuszelt und „Andromeda“ eine große Bühne nahe dem Eingang. Gegenüber befand sich mit dem „Orion“ eine große Tanzfläche. Bis 2003 hieß diese Bühne „Impetus“. Eine weitere Tanzfläche bot die „Lyran“, eine überdachte Bühne für kleinere Auftritte. „Pluto“ war bis zum Jahr 2003 eine kleine Zeltbühne für Performance-Künstler. Die Künstler des Riksteatern traten auf einer eigenen mobilen Bühne auf, welche sich auf dem „Jamobilen“ befand.

## Auszeichnungen
- „Festival des Jahres“ bei den Scandinavian Alternative Music Awards 2005 und 2006.

## Line-ups
Einige der namhaftesten Bands, die am Festival teilnahmen:
- 1992: S.P.O.C.K, Vomitory
- 1993: Einstürzende Neubauten, Die Krupps
- 1994: Karl Bartos (als Elektric Music)
- 1995: The Prodigy, The Cardigans
- 1996: Refused, The Soundtrack of Our Lives, Liberator
- 1997: Blind Passengers, Biohazard
- 1998: The Sisters of Mercy, DAF/DOS, Kent, In Flames
- 1999: Motörhead, Project Pitchfork
- 2000: Moby, Ulf Lundell
- 2001: Träd, Gräs och Stenar, PJ Harvey
- 2002: Soft Cell, The Cure, Primal Scream, Muse
- 2003: Björk, HIM
- 2004: Kraftwerk, Faithless, Echo and the Bunnymen, Wolfsheim
- 2005: New Order, Deltahead
- 2006: Franz Ferdinand
- 2007: Bloc Party, Infected Mushroom
- 2008: Interpol, Slayer, Death Cab for Cutie
- 2009: Depeche Mode, Nine Inch Nails
- 2010: Babyshambles, Regina Spektor

## Trivia
Nach seinem Auftritt mit Babyshambles im Sommer 2010 wurde Pete Doherty bei einer Verkehrskontrolle die Einnahme von Kokain nachgewiesen, wie ihm das bereits 2006 nach seinem Auftritt beim Hultsfredfestival passiert war. Er erhielt dafür eine Ordnungsstrafe von 30.000 Kronen. Doherty hatte zuvor versucht, der Drogenkontrolle zu entkommen, indem er nach seinem Auftritt auf die Bühne zurückkam und das Publikum nach einem Auto fragte. Anschließend versuchte er, die Drogenkontrolle auf der Bühne „auszusitzen“.